# Референдумы в Швейцарии (1984)
Референдумы в Швейцарии проходили 26 февраля, 20 мая, 23 сентября и 2 декабря 1984 года. В феврале прошли референдумы по введению дорожной оплаты для большегрузных автомобилей (одобрен), по введению оплаты на национальных автодорогах (одобрен) и по народной инициативе «за реальное гражданское обслуживание, основанное на продемонстрированном доказательстве» (отклонен). В мае прошло два референдума по народным инициативам «против злоупотреблений банками конфиденциальной информацией клиентов» (отвергнут) и «против распродажи отечества» (отвергнут).
В сентябре проходили референдумы по народным инициативам «за будущее без дальнейших атомных электростанций» (отвергнут) и «за безопасное, экономное и экологическое энергообеспечние» (отвергнут). В декабре были референдумы по народной инициативе «за эффективную защиту материнства» (отвергнут), по федеральной резолюции по Конституционной статье, касающейся радиовещания (одобрен) и по народной инициативе «за компенсацию жертвам насильственных преступлений» (одобрен).

## Результаты

### Февраль: Дорожная оплата большегрузных автомобилей
| Выбор                                | Общее голосование | Общее голосование | Кантоны | Кантоны | Кантоны |
| Выбор                                | Голосов           | %                 | Полных  | Полу-   | Всего   |
| ------------------------------------ | ----------------- | ----------------- | ------- | ------- | ------- |
| За                                   | 1 254 489         | 58,7              | 13      | 5       | 15,5    |
| Против                               | 882 756           | 41,3              | 7       | 1       | 7,5     |
| Пустых бюллетеней                    | 17 124            | –                 | –       | –       | –       |
| Недействительных бюллетеней          | 2 223             | –                 | –       | –       | –       |
| Всего                                | 2 156 592         | 100               | 20      | 6       | 23      |
| Зарегистрированных избирателей/ Явка | 4 087 215         | 52,8              | –       | –       | –       |
| Источник: Nohlen & Stöver            |                   |                   |         |         |         |

### Февраль: Платные национальные автодороги
| Выбор                                | Общее голосование | Общее голосование | Кантоны | Кантоны | Кантоны |
| Выбор                                | Голосов           | %                 | Полных  | Полу-   | Всего   |
| ------------------------------------ | ----------------- | ----------------- | ------- | ------- | ------- |
| За                                   | 1 132 497         | 53,0              | 13      | 6       | 16      |
| Против                               | 1 005 051         | 47,0              | 7       | 0       | 7       |
| Пустых бюллетеней                    | 17 706            | –                 | –       | –       | –       |
| Недействительных бюллетеней          | 2 202             | –                 | –       | –       | –       |
| Всего                                | 2 157 456         | 100               | 20      | 6       | 23      |
| Зарегистрированных избирателей/ Явка | 4 087 215         | 52,8              | –       | –       | –       |
| Источник: Nohlen & Stöver            |                   |                   |         |         |         |

### Февраль: Гражданское обслуживание
| Выбор                                | Общее голосование | Общее голосование | Кантоны | Кантоны | Кантоны |
| Выбор                                | Голосов           | %                 | Полных  | Полу-   | Всего   |
| ------------------------------------ | ----------------- | ----------------- | ------- | ------- | ------- |
| За                                   | 771 413           | 36,2              | 1       | 1       | 1,5     |
| Против                               | 1 361 482         | 63,8              | 19      | 5       | 21,5    |
| Пустых бюллетеней                    | 20 212            | –                 | –       | –       | –       |
| Недействительных бюллетеней          | 1 502             | –                 | –       | –       | –       |
| Всего                                | 1 712 397         | 100               | 20      | 6       | 23      |
| Зарегистрированных избирателей/ Явка | 4 114 658         | 41,6              | –       | –       | –       |
| Источник: Nohlen & Stöver            |                   |                   |         |         |         |

### Май: Банки
| Выбор                                | Общее голосование | Общее голосование | Кантоны | Кантоны | Кантоны |
| Выбор                                | Голосов           | %                 | Полных  | Полу-   | Всего   |
| ------------------------------------ | ----------------- | ----------------- | ------- | ------- | ------- |
| За                                   | 464 637           | 27,0              | 0       | 0       | 0       |
| Против                               | 1 258 964         | 73,0              | 20      | 6       | 23      |
| Пустых бюллетеней                    | 16 954            | –                 | –       | –       | –       |
| Недействительных бюллетеней          | 1 796             | –                 | –       | –       | –       |
| Всего                                | 1 742 351         | 100               | 20      | 6       | 23      |
| Зарегистрированных избирателей/ Явка | 4 097 762         | 42,5              | –       | –       | –       |
| Источник: Nohlen & Stöver            |                   |                   |         |         |         |

### Май: Распродажа отечества
| Выбор                                | Общее голосование | Общее голосование | Кантоны | Кантоны | Кантоны |
| Выбор                                | Голосов           | %                 | Полных  | Полу-   | Всего   |
| ------------------------------------ | ----------------- | ----------------- | ------- | ------- | ------- |
| За                                   | 837 997           | 48,9              | 7       | 3       | 8,5     |
| Против                               | 874 954           | 51,1              | 13      | 3       | 14,5    |
| Пустых бюллетеней                    | 25 824            | –                 | –       | –       | –       |
| Недействительных бюллетеней          | 1 961             | –                 | –       | –       | –       |
| Всего                                | 1 740 736         | 100               | 20      | 6       | 23      |
| Зарегистрированных избирателей/ Явка | 4 097 762         | 42,5              | –       | –       | –       |
| Источник: Nohlen & Stöver            |                   |                   |         |         |         |

### Сентябрь: Атомные электростанции
| Выбор                                | Общее голосование | Общее голосование | Кантоны | Кантоны | Кантоны |
| Выбор                                | Голосов           | %                 | Полных  | Полу-   | Всего   |
| ------------------------------------ | ----------------- | ----------------- | ------- | ------- | ------- |
| За                                   | 762 792           | 45,0              | 5       | 2       | 6       |
| Против                               | 931 245           | 55,0              | 20      | 6       | 23      |
| Пустых бюллетеней                    | 17 992            | –                 | –       | –       | –       |
| Недействительных бюллетеней          | 1 448             | –                 | –       | –       | –       |
| Всего                                | 1 713 477         | 100               | 20      | 6       | 23      |
| Зарегистрированных избирателей/ Явка | 4 114 658         | 41,6              | –       | –       | –       |
| Источник: Nohlen & Stöver            |                   |                   |         |         |         |

### Сентябрь: Энергообеспечение
| Выбор                                | Общее голосование | Общее голосование | Кантоны | Кантоны | Кантоны |
| Выбор                                | Голосов           | %                 | Полных  | Полу-   | Всего   |
| ------------------------------------ | ----------------- | ----------------- | ------- | ------- | ------- |
| За                                   | 773 767           | 45,8              | 5       | 2       | 6       |
| Против                               | 916 916           | 54,2              | 15      | 4       | 17      |
| Пустых бюллетеней                    | 20 212            | –                 | –       | –       | –       |
| Недействительных бюллетеней          | 1 502             | –                 | –       | –       | –       |
| Всего                                | 1 712 397         | 100               | 20      | 6       | 23      |
| Зарегистрированных избирателей/ Явка | 4 114 658         | 41,6              | –       | –       | –       |
| Источник: Nohlen & Stöver            |                   |                   |         |         |         |

### Декабрь: Защита материнства
| Выбор                                | Общее голосование | Общее голосование | Кантоны | Кантоны | Кантоны |
| Выбор                                | Голосов           | %                 | Полных  | Полу-   | Всего   |
| ------------------------------------ | ----------------- | ----------------- | ------- | ------- | ------- |
| За                                   | 241 442           | 15,8              | 0       | 0       | 0       |
| Против                               | 1 288 974         | 84,2              | 20      | 6       | 23      |
| Пустых бюллетеней                    | 19 166            | –                 | –       | –       | –       |
| Недействительных бюллетеней          | 2 428             | –                 | –       | –       | –       |
| Всего                                | 1 552 010         | 100               | 20      | 6       | 23      |
| Зарегистрированных избирателей/ Явка | 4 123 190         | 37,6              | –       | –       | –       |
| Источник: Nohlen & Stöver            |                   |                   |         |         |         |

### Декабрь: Конституционная статья по радиовещанию
| Выбор                                | Общее голосование | Общее голосование | Кантоны | Кантоны | Кантоны |
| Выбор                                | Голосов           | %                 | Полных  | Полу-   | Всего   |
| ------------------------------------ | ----------------- | ----------------- | ------- | ------- | ------- |
| За                                   | 1 001 888         | 68,7              | 20      | 6       | 23      |
| Против                               | 455 536           | 31,3              | 0       | 0       | 0       |
| Пустых бюллетеней                    | 86 784            | –                 | –       | –       | –       |
| Недействительных бюллетеней          | 3 534             | –                 | –       | –       | –       |
| Всего                                | 1 547 742         | 100               | 20      | 6       | 23      |
| Зарегистрированных избирателей/ Явка | 4 123 190         | 37,5              | –       | –       | –       |
| Источник: Nohlen & Stöver            |                   |                   |         |         |         |

### Декабрь: Компенсация жертвам насильственных преступлений
| Выбор                                | Общее голосование | Общее голосование | Кантоны | Кантоны | Кантоны |
| Выбор                                | Голосов           | %                 | Полных  | Полу-   | Всего   |
| ------------------------------------ | ----------------- | ----------------- | ------- | ------- | ------- |
| За                                   | 1 241 377         | 82,1              | 20      | 6       | 23      |
| Против                               | 270 878           | 17,9              | 0       | 0       | 0       |
| Пустых бюллетеней                    | 36 180            | –                 | –       | –       | –       |
| Недействительных бюллетеней          | 2 827             | –                 | –       | –       | –       |
| Всего                                | 1 551 262         | 100               | 20      | 6       | 23      |
| Зарегистрированных избирателей/ Явка | 4 123 190         | 37,6              | –       | –       | –       |
| Источник: Nohlen & Stöver            |                   |                   |         |         |         |